# Lyonsite
La lyonsite è un minerale.